# Husøya (Hamarøy)
Husøya est une localité du comté de Nordland, en Norvège.

## Géographie
Administrativement, Husøya fait partie de la kommune de Hamarøy.